# Operación Liberación del Pueblo
La Operación de Liberación del Pueblo (OLP), después conocida como Operación de Liberación y Protección del Pueblo y Operación de Liberación Humanista del Pueblo, fue una serie de despliegues policiales iniciado el 13 de julio de 2015 por el presidente Nicolás Maduro como respuesta al incremento de la violencia en Venezuela y que duraron hasta mediados de 2017. Los operativos consistían en un despliegue y una toma temporal de la zona en la que retienen a hombres y mujeres, quienes en teoría son verificados en el Sistema Integrado de Información Policial (SIIPOL) posteriormente, después de recibir denuncias de los ciudadanos o realizando previamente una inspección en el sector, a fin de determinar si se ha cometido algún delito. Diversas organizaciones no gubernamentales han reportado violaciones de derechos humanos y ejecuciones extrajudiciales durante los operativos, y tanto el presidente Maduro como la entonces fiscal general Luisa Ortega Díaz y el defensor del pueblo Tarek William Saab han reconocido excesos policiales durante los despliegues.
El 13 de julio de 2015 se desarrolló en la Cota 905 la primera Operación de Liberación del Pueblo, una acción policial ejecutada por la Guardia Nacional Bolivariana, la Policía Nacional Bolivariana (PNB), el Servicio Nacional de Inteligencia (SEBIN) y el Cuerpo de Investigaciones Científicas, Penales y Criminalísticas (CICPC), con el objetivo de capturar Carlos Luis Revete, alias “el Koki”; El pran no fue detenido. Según una investigación del Ministerio Público, las OLP han dejado un saldo de 505 asesinatos para mediados de 2017.
Las denuncias de ONG locales y de organismos internacionales obligaron a la administración de Maduro a abandonar la política de seguridad, pero mantuvo su dinámica con un nuevo cuerpo de seguridad, las Fuerzas de Acciones Especiales (FAES). Según Luis Izquiel, especialista en seguridad ciudadana, las FAES resultaron "iguales o peores en materia de violación a los derechos fundamentales”.

## Historia

### Crisis entre Colombia y Venezuela de 2015
Tras la declaración de estado de emergencia el 22 de agosto, se llevó a cabo la operación policial denominada «Operación de Liberación del Pueblo» en busca de paramilitares colombianos en el sector La Invasión de la ciudad de San Antonio del Táchira, donde el 90% residentes eran de nacionalidad colombiana. Como parte de la operación, Venezuela deportó a Colombia a 185 ciudadanos colombianos, mientras que apresó a ocho miembros de la banda paramilitar colombiana «Los Urabeños». Los deportados denunciaron maltrato físico y verbal por parte de la Guardia Nacional Bolivariana (GNB) así como también robos y saqueos durante el proceso de deportación. Las autoridades venezolanas registraron casa por casa en busca de delincuentes marcando con una R o una D un muro de la casa indicando que la vivienda ya fue registrada o que esta debería ser demolida; muchas familias fueron separadas, pues los padres colombianos fueron deportados a Colombia sin sus hijos cuando estos tenían la nacionalidad venezolana.

### Masacre de Barlovento
El 7 de octubre de 2016, la OLP despliega aproximadamente 1 300 efectivos en la región de Barlovento, en el estado Miranda. El 15 de octubre la OLP llega a la zona montañosa de Aragüita, al sur del municipio Acevedo. La redada se extendió hacia el norte por la carretera vieja Caucagua-Higuerote hasta llegar a los caseríos de Yaguapa y Capaya donde arrestan a veinte jóvenes campesinos, acusados de estar vinculados con bandas de extorsión y robo de vehículos de la zona de esa comunidad y otras aledañas. Al día siguiente, el 16 de octubre la banda criminal «El Anohis», que operaba en la zona costera, fue desmantelada con la muerte de su cabecilla en un enfrentamiento con la OLP. Cinco integrantes restantes de la banda cayeron el lunes 17 de octubre durante otro procedimiento de la OLP. En esa misma región de los arrestos de los campesinos fue localizada una vivienda que servía para mantener en cautiverio a personas secuestradas.

### Reestructuración
Nicolás Maduro, Luisa Ortega Díaz y Tarek William Saab reconocieron excesos cometidos por la OLP. La fiscal general señaló que «un alto índice de funcionarios procesados penalmente» por violaciones a los derechos humanos y que los despliegues tuvieron un saldo de 245 muertos en 2015; el Defensor del Pueblo reconoció exceso policial durante un operativo en la Cota 905, Caracas, 13 de junio de 2015, en el que murieron 15 personas en presuntos enfrentamientos con los cuerpos de seguridad, y aseguró haber recibido para aquel entonces 20 denuncias sobre exceso policial. El presidente Maduro también condenó los «abusos y fallas» de la iniciativa durante su Memoria y Cuenta de 2016 ante los magistrados del Tribunal Supremo de Justicia (TSJ) y decidió cambiar su nombre por Operación de Liberación Humanista del Pueblo.
El 10 de marzo de 2017, el periodista Victor Amaya denunció que algunos funcionarios de la Dirección General de Contrainteligencia Militar (DGCIM) se cubrieron la cara con máscaras de calavera durante un operativo de ocho horas en la parroquia El Valle, Caracas, en el que también participó la Policía Nacional Bolivariana, la Dirección de Fuerzas Especiales, la Guardia Nacional Bolivariana, el CICPC y el CONAS, y que resultó en un saldo de nueve muertos y más de sesenta detenidos. El diputado oficialista Ricardo Sánchez justificó el uso de las máscaras, asegurando que las caretas tácticas, máscaras y pasamontañas «correspondían con estándares internacionales para proteger la identidad de los funcionarios». En la semana siguiente, el 17 de marzo, el CICPC emitió un comunicado confirmando la prohibición de «cubrirse el rostro con alguna indumentaria» por «generar desconfianza en la colectividad»:

La Directiva Nacional General del Cuerpo de Investigaciones Científicas, Penales y Criminalísticas (Cicpc) notifica a todos los funcionarios a nivel nacional, que está prohibido cubrirse el rostro con alguna indumentaria (máscara, pasamontañas, capuchas, pañuelos, entre otros) en actos de servicio, ya que esto genera desconfianza en la colectividad y muchas veces ampara las malas praxis policiales. La transparencia de nuestro trabajo va de la mano con nuestra imagen personal e institucional. En tal sentido, se exhorta a todos los Jefes de Despacho a nivel nacional que a supervisar el personal bajo su cargo, a fin de evitar el incumplimiento de la presente disposición.
Comunicado del CICPC

## Denuncias
Human Rights Watch denunció en 2016 que decenas de víctimas y testigos detallaron violaciones de derechos humanos cometidas por miembros de las fuerzas de seguridad que participaron en operativos de la OLP, incluyendo ejecuciones extrajudiciales, uso ilegítimo de la fuerza, detenciones arbitrarias y sin exhibir órdenes judiciales, abusos físicos, robos, desalojos forzosos y destrucción de viviendas, deportaciones arbitrarias y separación forzada de familiares. PROVEA apoyó que el Ministerio Público investigase las circunstancias en las que 245 personas habían sido asesinadas y criticó el silencio del Defensor del Pueblo en su informe anual de 2015. El reporte de Human Rights Watch señala que los reportes oficiales sobre muertes ocasionadas por enfrentamientos contradicen los testimonios de familiares y reportes de prensa, los cuales indican que las víctimas no habían opuesto resistencia y no presentaban una amenaza.
El 13 de julio de 2015 se desarrolló en la Cota 905 la primera Operación de Liberación del Pueblo, una acción policial ejecutada por la Guardia Nacional, la Policía Nacional Bolivariana (PNB), el Servicio Nacional de Inteligencia (SEBIN) y el Cuerpo de Investigaciones Científicas, Penales y Criminalísticas (CICPC), con el objetivo de capturar Carlos Luis Revete, alias “el Coqui”; El pran no fue detenido. Según una investigación del Ministerio Público, las OLP han dejado un saldo de 505 asesinatos para mediados de 2017.
Las denuncias de ONG locales y de organismos internacionales obligaron a la administración de Maduro a abandonar la política de seguridad, pero mantuvo su dinámica con un nuevo cuerpo de seguridad, las Fuerzas de Acciones Especiales (FAES). Según Luis Izquiel, especialista en seguridad ciudadana, las FAES resultaron "iguales o peores en materia de violación a los derechos fundamentales”.